# 董啟埏
董啟埏（？—1787年），中國清朝官員，浙江烏程人。
董啟埏爲貢生出身，乾隆四十八年（1783年）接替劉亨基，擔任台灣府海防兼南路理番同知。乾隆五十一年（1786年），署理台灣諸羅縣。董啟埏為官貪婪，聲名狼藉。同年，林爽文民變爆發，十二月攻佔諸羅城。董啟埏在與林軍對抗中殉職。但因福康安上奏其“辦理公務，玩縱廢弛”，未獲得撫恤。